# Randal MacDonnell, 1.º Conde de Antrim
Randal Macsorley MacDonnell, 1.º Conde de Antrim (Data de nascimento desconhecida - Dunluce, Condado de Antrim, 10 de dezembro de 1636), (conhecido por "Arranach" em irlandês/gaélico escocês, significando "de Arran") tendo sido criado na ilha escocesa de Arran pelos Hamiltons, foi o quarto filho de Sorley Boy MacDonnell, e de Mary, filha de Conn O'Neill, 1.º Conde de Tyrone.

## Biografia

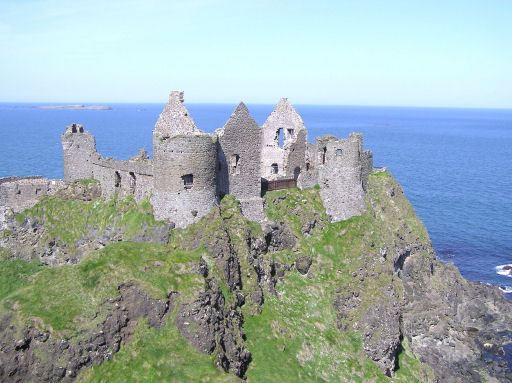
Castelo Dunluce, sua residência principal

Inicialmente ele lutou contra o governo inglês, participando da vitória de seu irmão James, sobre Sir John Chichester em Carrickfergus em novembro de 1597, e da rebelião dos O'Neill em 1600. Mas em 16 de dezembro, assinou um acordo com Sir Arthur Chichester e foi-lhe concedido proteção; em 1601 tornou-se chefe de sua casa por ocasião da morte de seu irmão mais velho, o seu perdão foi lhe confirmado; e em 1602 se submeteu a Lorde Mountjoy e foi nomeado cavaleiro.
Quando Jaime I subiu ao trono em 1603, MacDonnell ganhou a concessão de Route e os distritos de Glynns (Glens), juntamente com a ilha Rathlin, e permaneceu fiel ao governo, apesar disto não ser bem visto por seus parentes, que conspiraram para depô-lo. Em 1607, MacDonnell defendeu-se com sucesso da acusação de deslealdade por ocasião da fuga dos condes de Tyrone e Tyrconnell, e prestou serviços para o governo ao colonizar e urbanizar seus distritos, sendo bem recebido no ano seguinte pelo rei Jaime em Londres.
Em 1618 MacDonnell recebeu o título de Visconde Dunluce, e posteriormente, foi nomeado conselheiro privado e lorde-tenente do condado de Antrim. Em 12 de dezembro de 1620 recebeu o título de Conde de Antrim. Em 1621 foi acusado de ter abrigado padres católicos, confessou seu crime e foi perdoado. Ofereceu sua ajuda em 1625 durante a perspectiva de uma invasão espanhola, mas ainda foi considerado uma pessoa não confiável. Sua conduta arbitrária na Irlanda, em 1627, foi considerada adequada para ser investigada pela Câmara estrelada, mas a sua fidelidade ao governo foi rigorosamente mantida até o fim. Em 1631 esteve ocupado reformando igrejas protestantes, e em 1634 participou do parlamento irlandês.
MacDonnell fez um importante acordo em 1635 para a compra junto a James Campbell, Lorde Cantire, da propriedade de Cantire, ou Kintyre, de onde os MacDonnells haviam sido desapropriados em 1600 por Argyll; mas sua posse foi contestada com sucesso por Lorde Lorne, Archibald Campbell, 1º Marquês de Argyll.
Foi uma figura importante no desenvolvimento da agricultura em Ulster, essencialmente colonizou sua propriedade com um grande número de protestantes das terras baixas escocesas (embora ele próprio tenha sido um importante patrono de fundações monásticas católicas em suas terras). Construir também casas grandes, no estilo inglês, em suas terras: demonstrando novamente a sua vontade de cooperar com o projeto inglês de 'civilizar' a Irlanda conhecido como renúncia e restituição. Sua relação com a coroa inglesa foi caracterizada como "inconsciente colonialismo". Foi também sugerido que ele foi inspirado pelas tentativas fracassadas de Jaime IV da Escócia para colonizar as Hébridas Exteriores.
MacDonnell casou com Alice, filha de Hugh O'Neill, Conde de Tyrone, com quem, além de seis filhas, teve Randal, 2.º conde e 1.º marquês de Antrim, e Alexander, 3º Conde de Antrim. Três outros filhos, Maurice, Francis e James, foram provavelmente ilegítimos. O condado continua na família até os dias de hoje, Alexander McDonnell, 9.º Conde de Antrim (nascido em 1935) é o conde atual desde 1977.
Morreu em 10 de dezembro de 1636 em Dunluce, Condado de Antrim, e foi sepultado em Bonamargy, na atual Irlanda do Norte.